# Disc flexible
Un disc flexible o disquet (floppy disk) és un dispositiu d'emmagatzemament de dades format per una peça circular de material magnètic que permet la gravació i la lectura de dades. És fi, flexible i tancat en una caixa fina quadrada o rectangular de plàstic. Durant la dècada del 2000, han estat majoritàriament substituïts pels discs òptics i pels dispositius de memòria flaix. Han existit tres mides principals de disquets per als PC's: 8 ", 5 ¼ ", 3½ "
Els disquets es llegeixen i s'escriuen mitjançant un dispositiu anomenat disquetera (o FDD, de l'anglès Floppy Disk Drive). Alguns tipus són un disc més petit que el CD. La disquetera és el dispositiu o unitat lectora/gravadora de disquets, i ajuda a sostenir-lo (al temps que el fa girar) per poder gravar o llegir la informació. Aquest tipus de dispositiu d'emmagatzematge és vulnerable a la brutícia i als camps magnètics externs, per la qual cosa, en certs casos, pot deixar de funcionar.
A data de 2020, els disquets són pràcticament obsolets, però encara hi ha indústries que els utilitzen quotidianament, com ara l'aviació, sistemes nuclears o robòtica de primera generació.

## Història
L'any 1967, IBM va encarregar al seu centre de desenvolupament d'emmagatzematge de San José (Califòrnia), sota la direcció d'en Alan Shugart, una nova tasca: desenvolupar un sistema senzill i barat per a carregar microcodi en els seus ordinadors System/370.

## Disseny

### Estructura

#### Discs de 8 polzades i 5¼ polzades

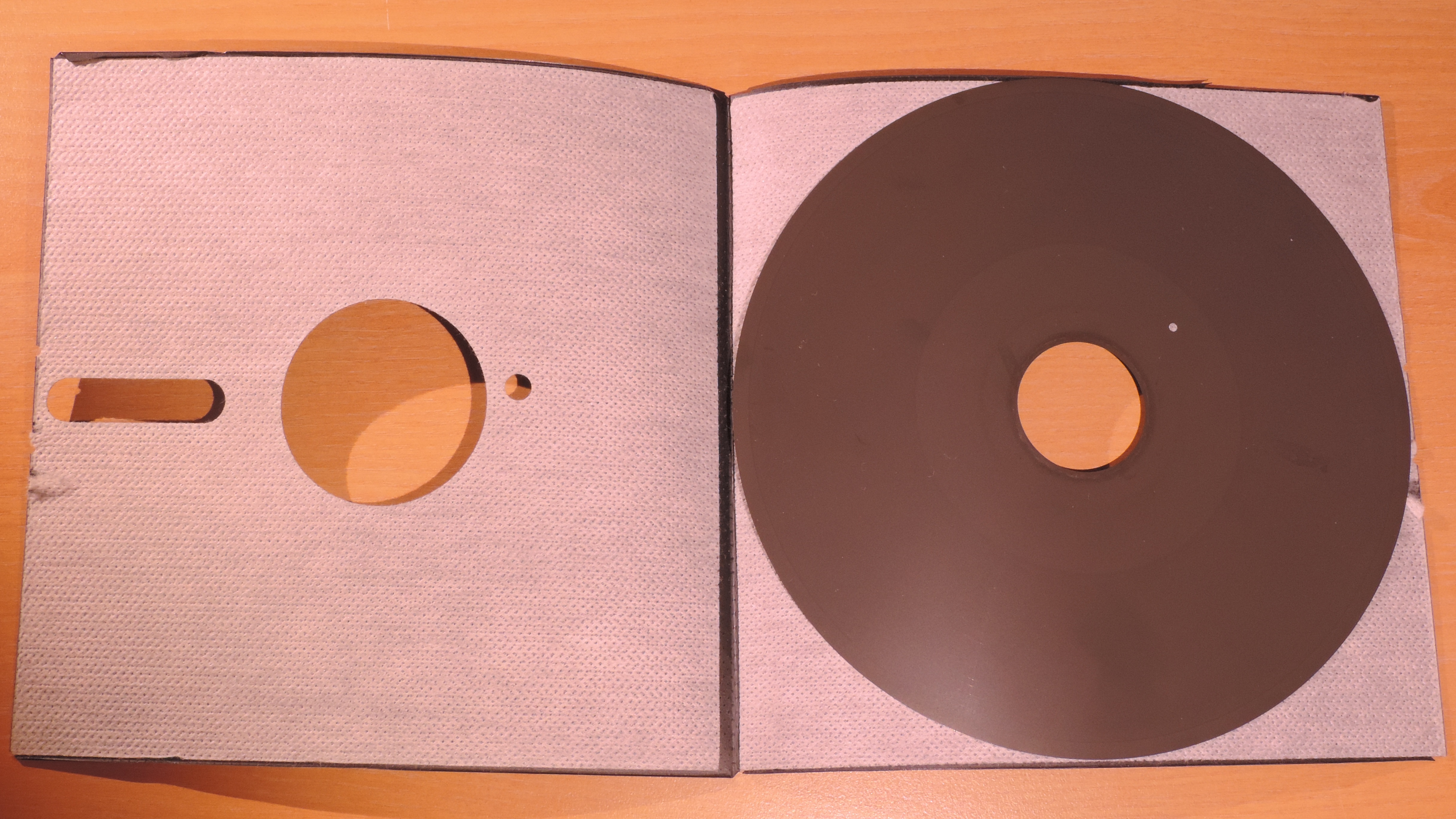
Interior d'un disquet de 8 polzades

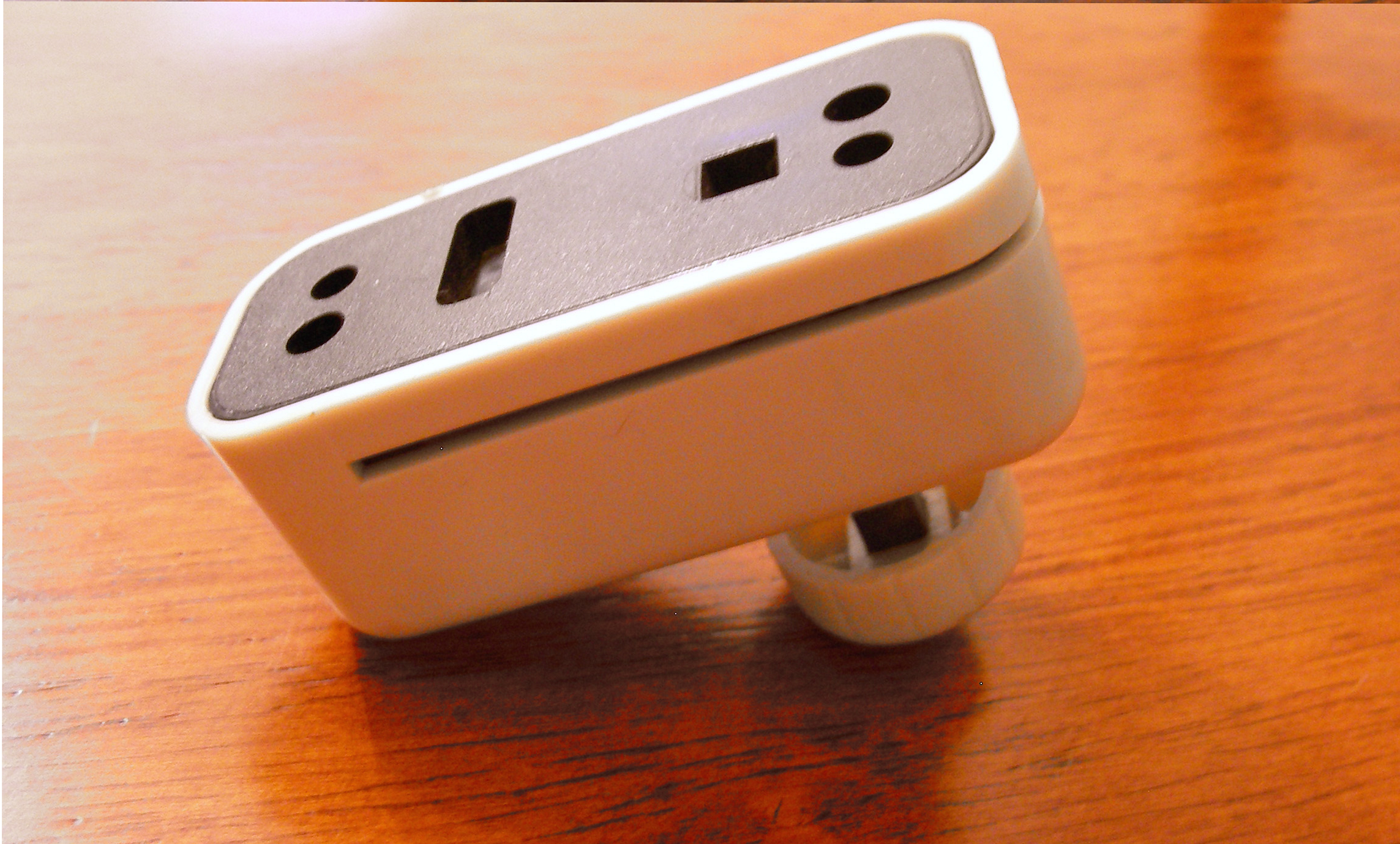
L'entallador de discs converteix disquets d'una sola cara de 5¼ de polzada a disquets de doble cara.

Els disquets de 8 i 5¼ polzades contenen un mitjà de plàstic rodó recobert magnèticament amb un gran forat circular al centre per a l'eix de la unitat. El mitjà està contingut en una coberta de plàstic quadrada que té una petita obertura oblonga als dos costats per permetre que els caps de la unitat llegeixin i escriguin dades i un forat gran al centre per permetre que el medi magnètic giri girant-lo des del seu forat central.
A l'interior de la coberta hi ha dues capes de tela amb el medi magnètic intercalat al mig. El teixit està dissenyat per reduir la fricció entre el medi i la coberta exterior, i atrapar les partícules de deixalles esborrades del disc per evitar que s'acumulin als caps. La coberta sol ser una làmina d'una sola part, doblegada amb solapes enganxades o soldades per punts.
Una petita osca al costat del disc identifica que es pot escriure, detectada per un interruptor mecànic o fototransistor a sobre; si no és present, es pot escriure el disc; al disc de 8 polzades, l'osca està coberta per permetre l'escriptura, mentre que al disc de 5¼ polzades l'osca està oberta per permetre l'escriptura. La cinta es pot utilitzar sobre l'osca per canviar el mode del disc. Els dispositius perforadors es van vendre per convertir els discos de només lectura en d'escrivibles i permetre l'escriptura a la cara no utilitzada dels discos d'una sola cara; aquests discos modificats es van conèixer com a flippy disks.
Un altre parell de LED/foto-transistor situat a prop del centre del disc detecta el forat índex una vegada per rotació al disc magnètic; s'utilitza per detectar l'inici angular de cada pista i si el disc gira o no a la velocitat correcta. Els primers discs de 8 polzades i 5¼ polzades tenien forats físics per a cada sector i s'anomenaven discos sectorament dur. Els discos posteriors soft-sectored només tenen un forat d'índex i la posició del sector la determina el controlador de disc o el programari de baix nivell a partir de patrons que marquen l'inici d'un sector. En general, s'utilitzen les mateixes unitats per llegir i escriure ambdós tipus de discs, amb només els discos i els controladors diferents. Alguns sistemes operatius que utilitzen sectors suaus, com ara Apple DOS, no utilitzen el forat d'índex, i les unitats dissenyades per a aquests sistemes sovint no tenen el sensor corresponent; aquesta va ser principalment una mesura d'estalvi de costos de maquinari.

#### Disc de 3½ polzades

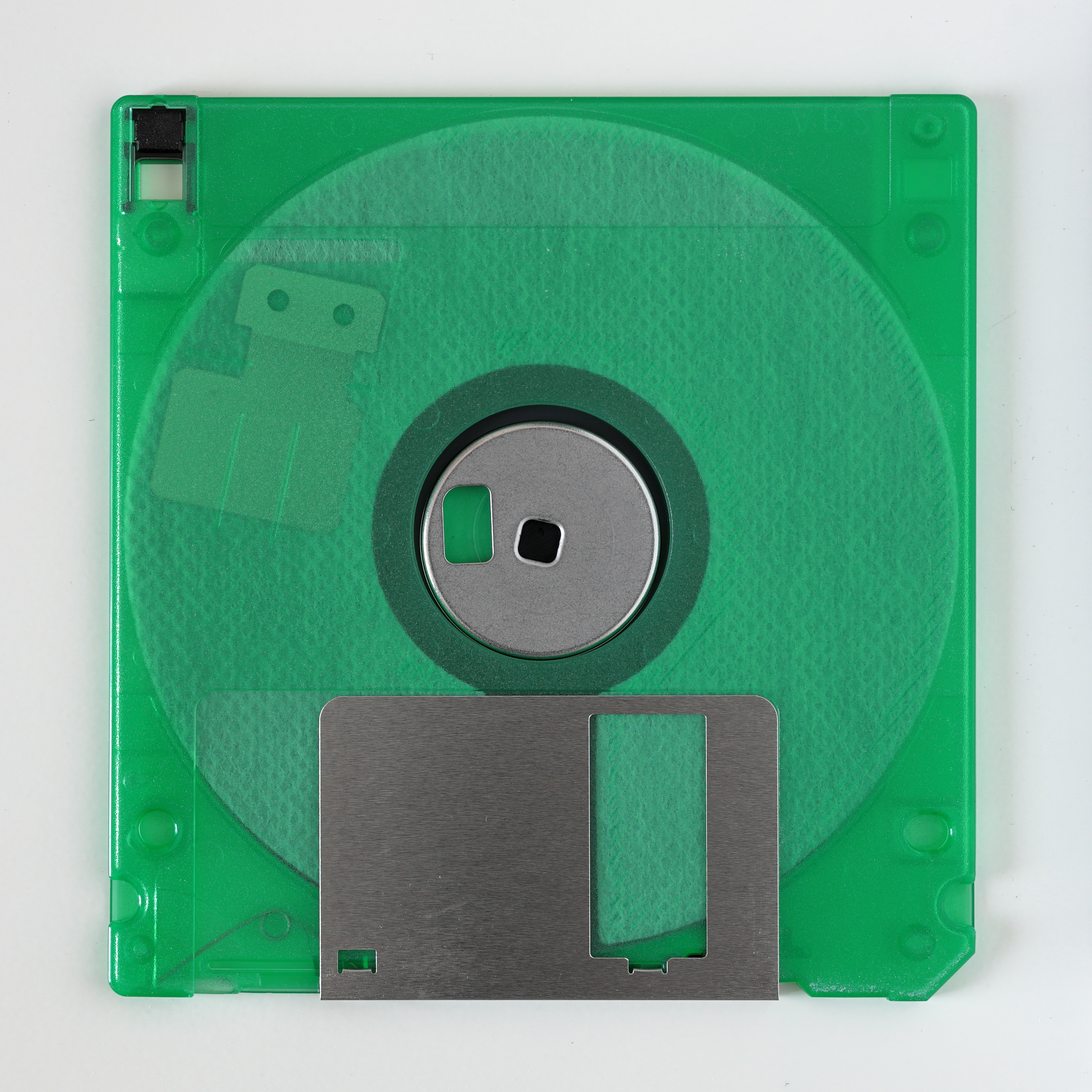
Part posterior d'un disquet de 3½ polzades en una caixa transparent, que mostra les seves parts internes

El nucli del disc de 3½ polzades és el mateix que els altres dos discs, però la part davantera només té una etiqueta i una petita obertura per llegir i escriure dades, protegida per l'obturador: una coberta metàl·lica o plàstica amb molla, empesa fins a lateral a l'entrada a la unitat. En lloc de tenir un forat al centre, té un centre metàl·lic que s'acobla a l'eix de la unitat. Els materials típics de recobriment magnètic de disc de 3½ polzades són:
- DD: 2 μm òxid de ferro magnètic
- HD: òxid de ferro dopat amb cobalt d'1,2 m
- ED: ferrita de bari de 3 μm

Dos forats a la part inferior esquerra i dreta indiquen si el disc està protegit contra escriptura i si és d'alta densitat; aquests forats estan tan separats com els forats del paper perforat A4, permetent que els disquets d'alta densitat protegits contra escriptura es puguin retallar en quadern d'anelles estàndard. Les dimensions de la carcassa del disc no són del tot quadrades: la seva amplada és lleugerament inferior a la seva profunditat, de manera que és impossible inserir el disc a la ranura de la unitat de costat (és a dir, girat 90 graus des de l'orientació correcta de l'obturador). Una osca diagonal a la part superior dreta garanteix que el disc s'insereixi a la unitat amb l'orientació correcta, no cap per avall ni cap a l'extrem de l'etiqueta primer, i una fletxa a la part superior esquerra indica la direcció d'inserció. La unitat sol disposar d'un botó que, quan es prem, expulsa el disc amb diferents graus de força, la discrepància deguda a la força d'expulsió proporcionada per la molla de la persiana. En IBM PC compatible, Commodores, Apple II/III i altres màquines que no siguin d'Apple-Macintosh amb unitats de disquet estàndard, un disc pot ser expulsat manualment en qualsevol moment. La unitat té un interruptor de canvi de disc que detecta quan s'expulsa o s'insereix un disc. La fallada d'aquest commutador mecànic és una font habitual de corrupció del disc si es canvia un disc i la unitat (i, per tant, el sistema operatiu) no s'adona.
Un dels principals problemes d'usabilitat del disquet és la seva vulnerabilitat; fins i tot dins d'una carcassa de plàstic tancada, el medi del disc és molt sensible a la pols, la condensació i les temperatures extremes. Com amb tot emmagatzematge magnètic, és vulnerable als camps magnètics. S'han distribuït discos en blanc amb un ampli conjunt d'advertiments, advertint a l'usuari que no l'exposa a condicions perilloses. El tractament brusc o l'eliminació del disc de la unitat mentre el suport magnètic encara gira pot causar danys al disc, al capçal de la unitat o a les dades emmagatzemades. D'altra banda, el disquet de 3½ polzades ha estat elogiat per la seva usabilitat mecànica per l'expert en interacció home-ordinador Donald Norman:

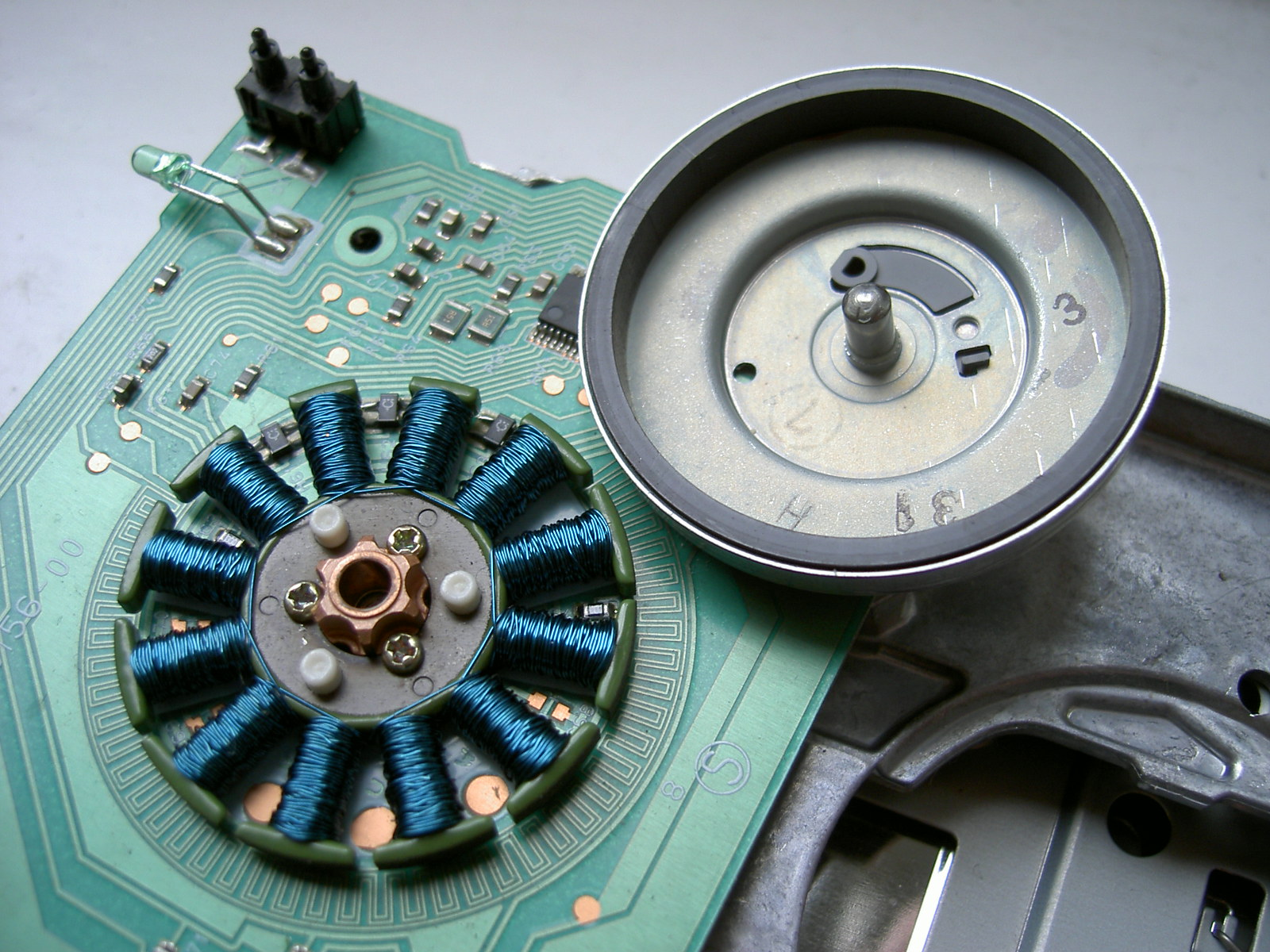
El motor de l'eix d'una unitat de 3½ polzades

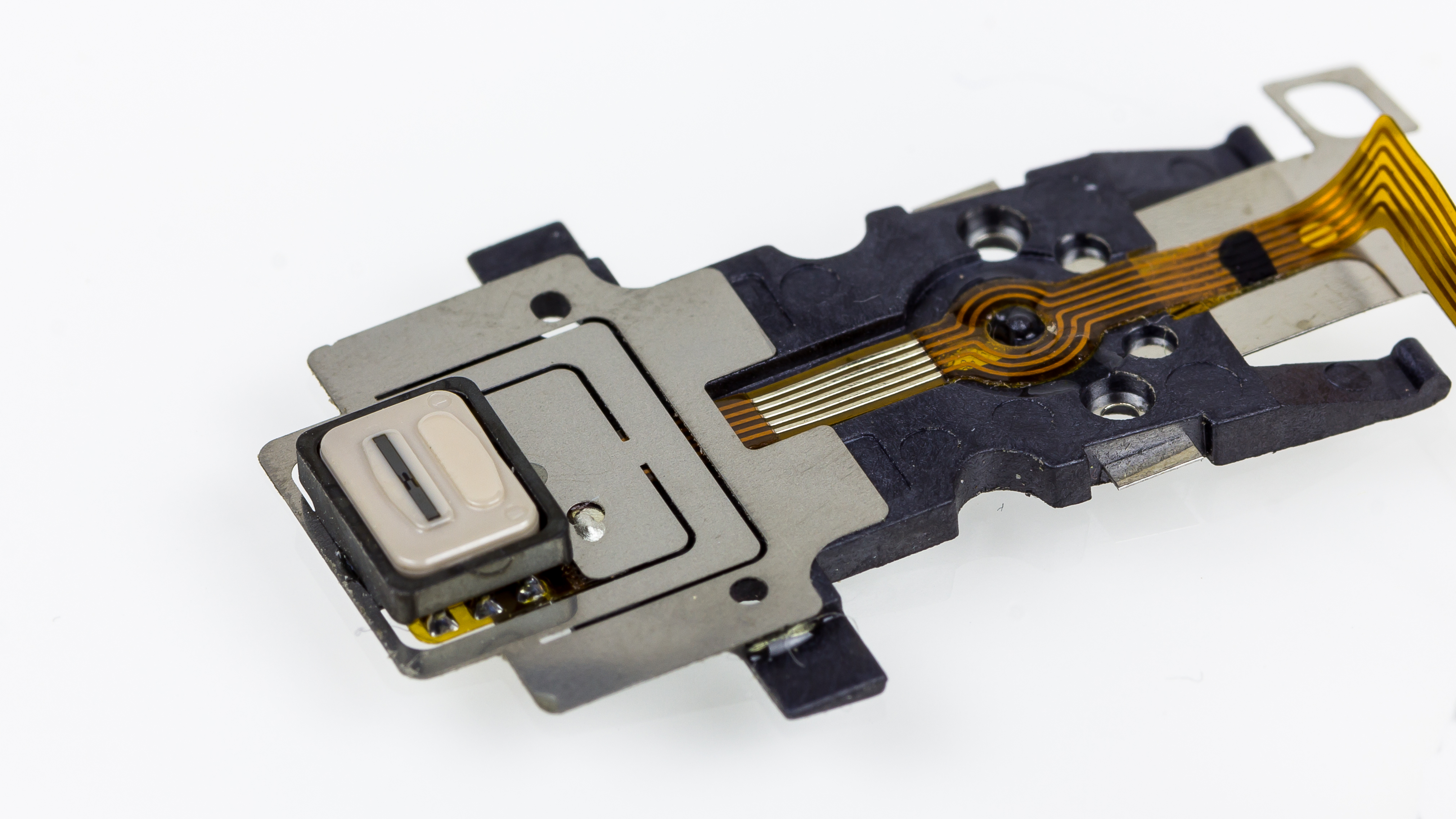
Un capçal de lectura i escriptura d'una unitat de 3½ polzades

| « | Un exemple senzill d'un bon disseny és el disquet magnètic de 3½ polzades per a ordinadors, un petit cercle de material magnètic flexible envoltat de plàstic dur. Els primers tipus de disquets no tenien aquesta funda de plàstic, que protegeix el material magnètic de l'abús i danys. Una coberta metàl·lica lliscant protegeix la delicada superfície magnètica quan el disquet no s'utilitza i s'obre automàticament quan el disquet s'insereix a l'ordinador. El disquet té forma quadrada: aparentment hi ha vuit maneres possibles d'inserir-lo a la màquina, només una de les quals és correcta. Què passa si ho faig malament? Intento inserir el disc de costat. Ah, el dissenyador va pensar en això. Un petit estudi demostra que la caixa realment no és quadrada: és rectangular, de manera que no es pot inserir un costat més llarg. Ho intento cap enrere. El disquet només entra en una part del camí. Les petites protuberàncies, sagnats i retalls impedeixen que el disquet s'insereixi cap enrere o cap per avall: de les vuit maneres d'intentar inserir el disquet, només una és la correcta i només aquesta s'adaptarà. Un disseny excel·lent. | » |

## Formats

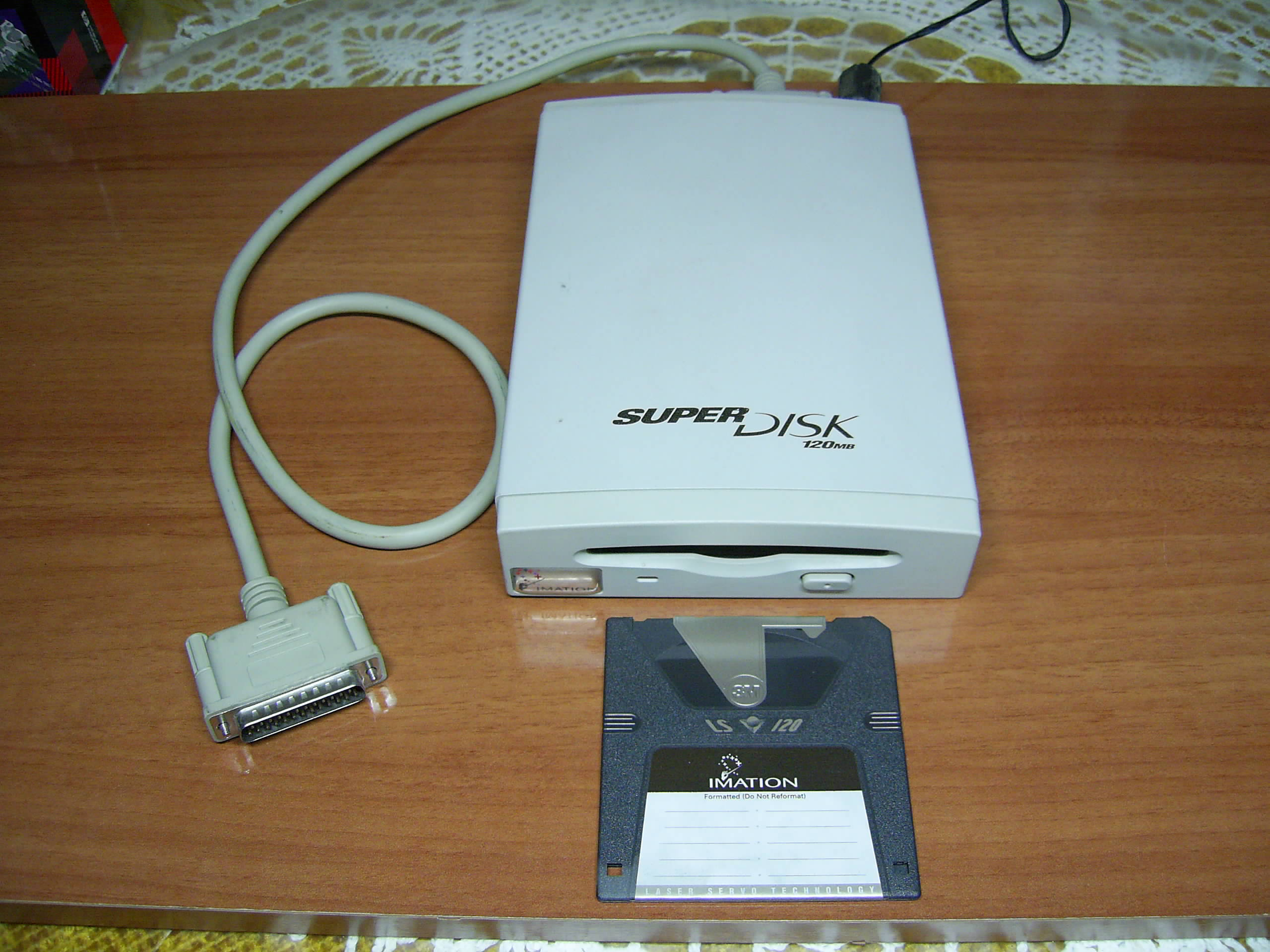
Unitat SuperDisk externa amb port paral·lel i disquet LS 120.

Les mides dels disquets solen denominar-se utilitzant el Sistema Anglosaxó d'Unitats, fins i tot en els països en què el Sistema Internacional d'Unitats és l'estàndard, sense tenir en compte que, en alguns casos, aquests estan definits en el sistema mètric (per exemple el disquet de 3 ½ polzades mesura en realitat 9 cm). De forma general, les capacitats dels discs formatats s'estableixen en termes de kilobytes binaris (1 sector sol tenir 512 bytes). No obstant això, les mides recents dels discos se solen denominar en estranyes unitats híbrides, és a dir, un disc de "1,44 megabytes" té en realitat   1.44 × 1000 × 1024 bytes , i no 1.44 × 1024 × 1024 bytes, ni 1.44 × 1000 × 1000.
Referint-nos exclusivament a l'àmbit del PC, els disquets només han existit en dos formats físics considerats estàndard, el de 5 ¼" i el de 3 ½". En format de 5 ¼", l'IBM PC original només tenia unitats de 160 KB, a causa del fet que aquestes unitats només aprofitaven una cara dels disquets.
Després, amb la incorporació del PC XT van venir les unitats de doble cara amb una capacitat de 360 KB (DD o doble densitat), i més tard, amb l'AT, la unitat d'alta densitat (HD) i 1,2 MB. El format de 3 ½" IBM el va imposar en els seus models PS/2. Per a la gamma 8.086 les de 720 KB (DD o doble densitat) i en les posteriors les de 1.44MB. (HD o alta densitat) que són les que perduren. En aquest mateix format, també va sorgir un nou model de 2,88 MB. (EHD o extra alta densitat), que no va aconseguir popularitzar.

## Ús en l'actualitat
Aquesta unitat està quedant obsoleta i són molts els ordinadors que ja no l'incorporen, per l'aparició de nous dispositius d'emmagatzematge més manejables, que a més disposen de molta més memòria física, com ara les memòries USB. Una memòria USB d'1 GB (gigabyte) de memòria equival a 900 disquets aproximadament. De fet, ja en la majoria països aquest tipus d'unitat ja no s'utilitza, havent esdevingut obsolet. (a data de 2019 hi ha pendrives de 256 GB)
Les dades del Flight Management System (FMS), que és el cervell del vol automatitzat dels avions (al voltant de 400 kilobytes), són transferides via disquet encara avui. Tot i que han començat a aparèixer portadors de dades en USB, la transferència mitjançant disquetera i disquet és avui la més comuna i universal en aeronàutica. També hi ha d'altres indústries que els utilitzen quotidianament, com ara sistemes nuclears o robòtica de primera generació, especialment als Estats Units.

## Impacte en la societat

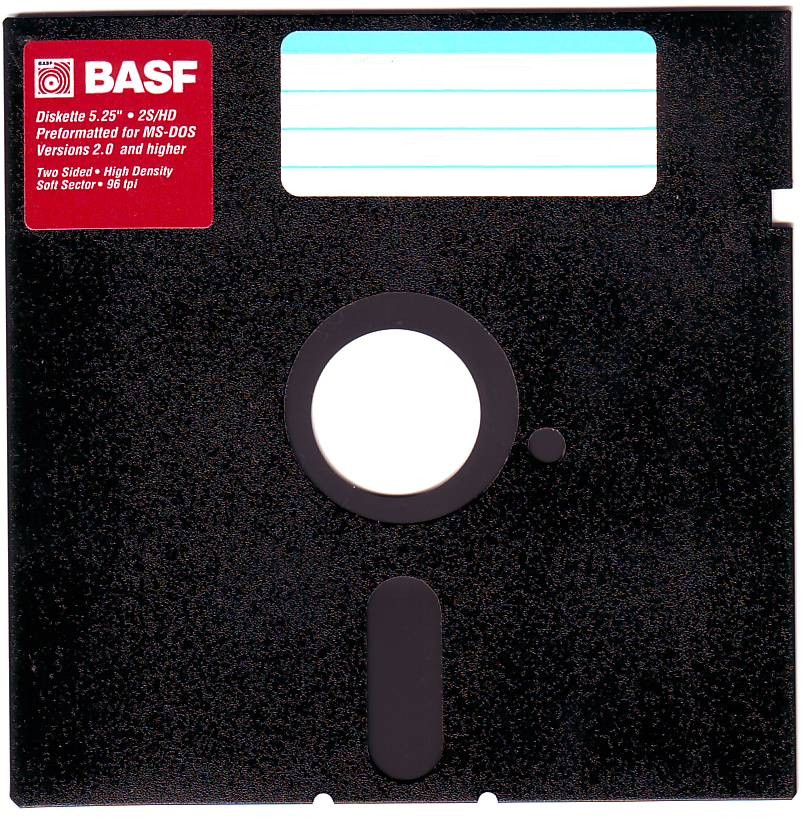
Un disquet de 5,25"

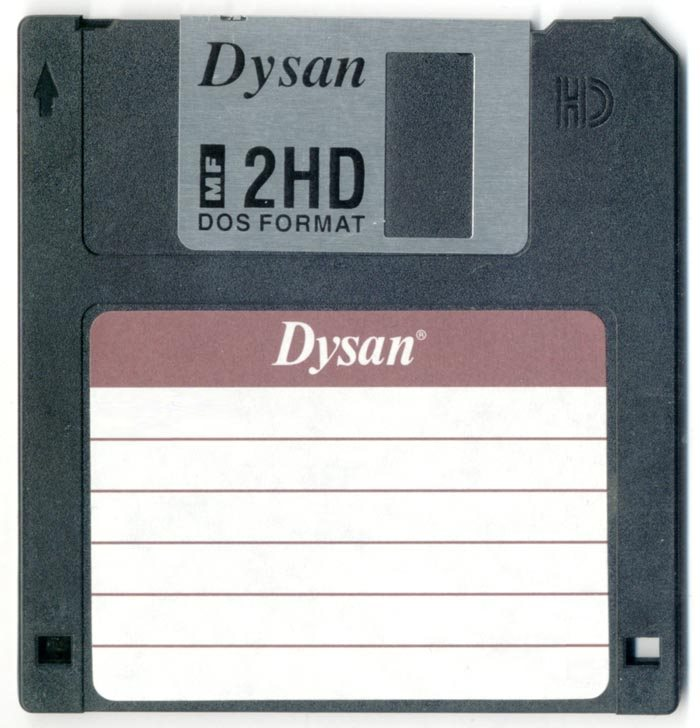
Un disquet de 3,5"

Els disquets (el nom va ser escollit per ser similar a la paraula "casset"), van gaudir d'una gran popularitat a les dècades dels vuitanta i els noranta, emprant-los en els ordinadors domèstics i personals com Apple II, Macintosh, MSX 2/2 +/Turbo R, Amstrad PCW, Amstrad CPC 664 i Amstrad CPC 6.128 (i opcionalment Amstrad CPC 464), ZX Spectrum +3, Commodore 64, Amiga i IBM PC per distribuir programari, emmagatzemar informació de forma ràpida i eficaç, transferir dades entre ordinadors i crear petites còpies de seguretat, entre altres usos. Molts emmagatzemaven de manera permanent el nucli dels seus sistemes operatius en memòries ROM, però guardaven els seus sistemes operatius en un disquet, com passava amb CP/M o, posteriorment, amb DOS.
També va ser utilitzat en la indústria dels videojocs, quan Nintendo va crear un format propi de disquet, semblant a l'actual de 3 1/2, per utilitzar amb un perifèric dissenyat per a la consola Famicom anomenat Famicom Disk Drive. No obstant això, només es va llançar al Japó. També es venien disquets en blanc, per gravar jocs al carrer, mitjançant màquines automàtiques instal·lades en alguns llocs del Japó.
Amb l'arribada de la dècada dels noranta, l'augment de la mida del programari va fer que molts programes es distribuïssin en conjunts de disquets. Cap a mitjans dels noranta, la distribució del programari va ser migrat gradualment cap al CD-ROM, i es van introduir formats de còpies de seguretat de major densitat, com els discs Zip de Iomega. Així mateix, en grans, mitjanes i fins i tot petites empreses, les còpies de seguretat van començar a efectuar-se de manera sistemàtica en cintes magnètiques d'alta capacitat i molt baix cost, com cintes d'àudio digitals (DAT) o streamers. Amb l'arribada de l'accés total a la Internet, de les xarxes Ethernet barates i de les memòries flash o USB de baix cost, els disquets han deixat de ser necessaris per a la transferència ràpida de dades.

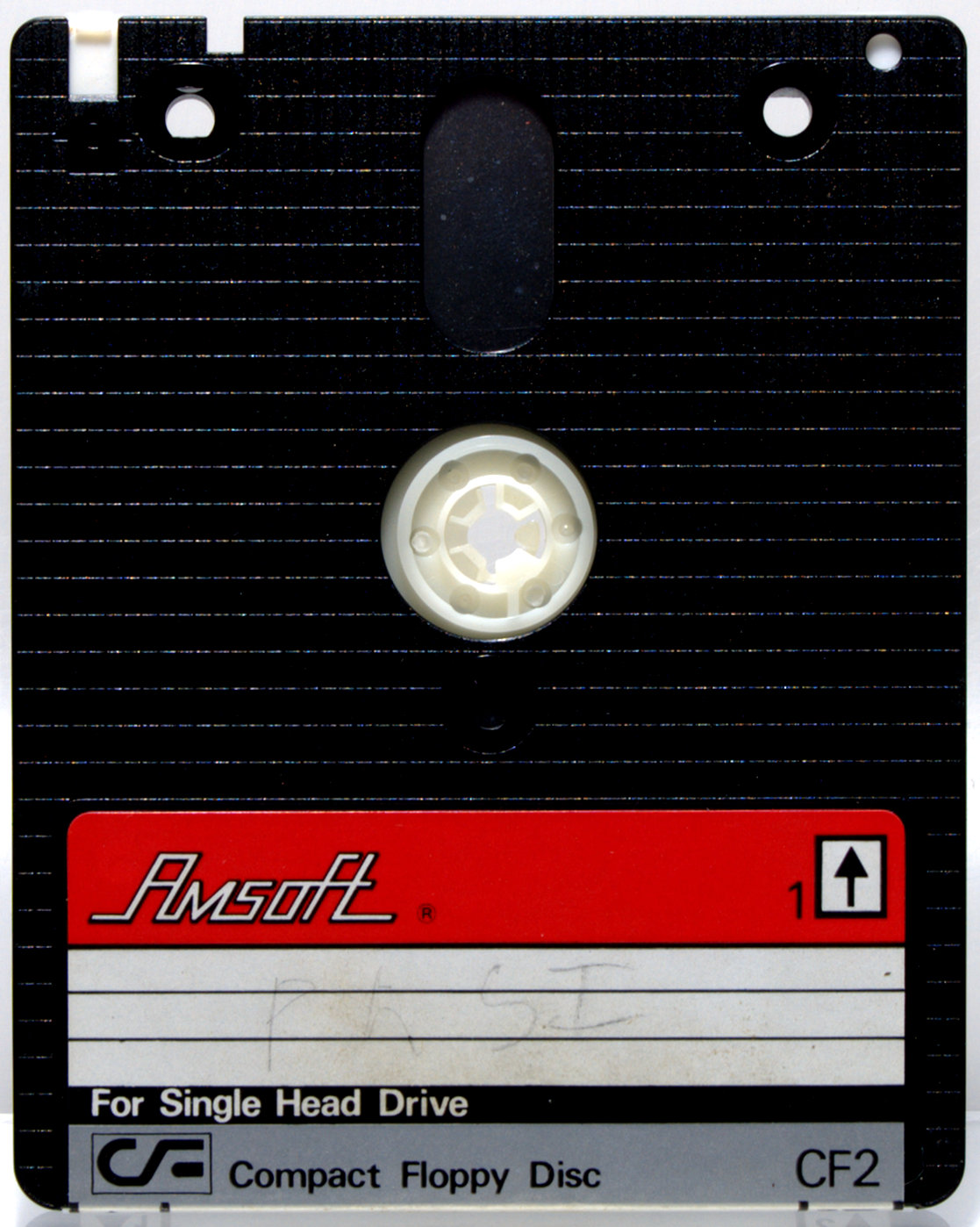
Un disquet de 3 ", utilitzat àmpliament en equips Amstrad CPC.

L'aparició i comercialització a gran escala d'unitats gravadores de discs òptics i compactes, i d'unitats de CD gravable i re-gravable (CD-R / CD-RW), l'abaratiment exponencial i progressiu dels seus costos de producció i preus de venda al consumidor, i la seva introducció gradual i posterior generalització en la majoria d'ordinadors personals i de llars, així com la innovació de nous formats i estàndards (CD de 80 minuts, d'alta densitat, DVD, DVD de doble cara o doble capa, HD DVD, Blu-Ray, etc.) que a poc a poc van multiplicant la capacitat i velocitat d'emmagatzematge, han permès la substitució gradual dels enutjosos sistemes de cinta magnètica per accessibles i ràpids sistemes de disc òptic com a suport principal i generalitzat de còpies de seguretat. Un intent a finals dels noranta (sense èxit en el mercat), de continuar amb els disquets va ser el SuperDisk (LS-120), amb una capacitat de 120 MB (en realitat 120.375 MiB), amb un lector compatible amb els disquets estàndard de 3½ polzades.
La clau d'aquest desplaçament progressiu està en el major cost per bit de la superfície magnètica enfront de la superfície d'un mitjà òptic, la seva major fragilitat (necessiten ser protegits del contacte amb l'exterior, de la pols, la llum, canvis d'humitat i temperatura, electricitat estàtica, mitjançant sobres protectors o tancaments hermètics al buit), així com a la major complexitat i cost de producció del mecanisme lector/gravador d'una unitat de disc magnètic, tant si és fix com flexible, davant de la simplicitat del sistema lineal i d'una sola capa, per làser i revolució constant, de la unitat lectora i gravadora d'un mitjà òptic.
No obstant això, molts fabricants es neguen a suprimir la unitat de disc dels seus equips personals per raons de compatibilitat i perquè els departaments de la tecnologia de la informació de moltes empreses aprecien un mecanisme de transferència de fitxers integrat que sempre funcionarà correctament sense requerir cap mena de Controlador de dispositiu o Ubuntu (més enllà del de la mateixa BIOS). Apple Computer va ser el primer fabricant que va eliminar el maquinari en un dels seus ordinadors amb el model iMac el 1998, i Dell va fer que la disquetera fos opcional en alguns dels seus models el 2003. Actualment molts equips no inclouen una unitat de disquet instal·lada, encara que es pot afegir com opció en tot moment, ja que continua havent-hi suport a les actuals plaques mare ATX i les seves corresponents BIOS. No obstant això, fins ara, aquests moviments encara no han marcat el fi del disquet com a mitjà popular d'emmagatzematge i intercanvi de dades.